# Region Würzburg
Region Würzburg (niem. Planungsregion Würzburg) – region planowania w Niemczech, w kraju związkowym Bawaria, w rejencji Dolna Frankonia. Siedzibą regionu jest miasto Karlstadt.
Region leży w północno-zachodniej części Bawarii. Na wschodzie graniczy z regionami planowania Main-Rhön, Oberfranken-West, na południu regionem planowania Westmittelfranken oraz z krajem związkowym Badenia-Wirtembergia (powiat Main-Tauber), na zachodzie z regionem planowania Bayerischer Untermain, a na północy z krajem związkowym Hesja (powiat Main-Kinzig).

## Podział administracyjny
W skład regionu Würzburg wchodzi:
- jedno miasto na prawach powiatu: (kreisfreie Stadt)
- trzy powiaty ziemskie (Landkreis)

Miasta na prawach powiatu:
| Lp. | Nazwa miasta | Ludność (31.12.2010) | Powierzchnia km² |
| --- | ------------ | -------------------- | ---------------- |
| 1   | Würzburg     | 159 778              | 967,56           |

Powiaty ziemskie:
| Lp. | Nazwa powiatu | Ludność (31.12.2010) | Powierzchnia km² | Liczba gmin |
| --- | ------------- | -------------------- | ---------------- | ----------- |
| 1   | Kitzingen     | 88 397               | 684,15           | 31          |
| 2   | Main-Spessart | 127 761              | 1321,41          | 40          |
| 3   | Würzburg      | 159 778              | 967,56           | 52          |